# Illiabum Clube
O Illiabum Clube é uma equipa profissional de basquetebol localizada na cidade de Ílhavo, Portugal que atualmente disputa a Proliga. Debutou em competições internacionais na antiga Taça Saporta, durante a temporada de 1999-00 com apenas uma vitória sobre o clube macedónio KK Rabotnički de Escópia.
O clube desceu à Proliga na época 2019/20 por conta de problemas financeiros, mas regresou à LPB após vencer a Proliga na época 2020/2021.Na época 2021/22, voltou a ser despromovido, após sair derrotado no playout contra o Vitória SC.
Venceu ainda 1 Supertaça, 2 campeonatos da Proliga e 1 Taça de Portugal.
O clube tem também uma claque chamada Marola Amarela composta maioritariamente por jovens atletas do clube.

## Temporada por temporada
| Temporada | Nível | Liga    | Posição  | Pós-temporada      | Competições europeias | Competições europeias |
| --------- | ----- | ------- | -------- | ------------------ | --------------------- | --------------------- |
| 2001-02   | 1     | LPB     | 5        |                    |                       |                       |
| 2002-03   | 2     | Proliga | 7        |                    |                       |                       |
| 2003-04   | 2     | Proliga | 14       |                    |                       |                       |
| 2004-05   | 2     | Proliga | 9        |                    |                       |                       |
| 2005-06   | 2     | Proliga | 9        |                    |                       |                       |
| 2006-07   | 2     | Proliga | 3        |                    |                       |                       |
| 2007-08   | 2     | Proliga | 4        |                    |                       |                       |
| 2008-09   | 2     | Proliga | 1        | Promovidocampeão   |                       |                       |
| 2009-10   | 1     | LPB     | 5        | Quartos de final   |                       |                       |
| 2010–11   | 1     | LPB     | 11       | Rebaixado          |                       |                       |
| 2011–12   | 2     | Proliga | 2        | Quartos de final   |                       |                       |
| 2012–13   | 2     | Proliga | 4        | Semifinalista      |                       |                       |
| 2013–14   | 2     | Proliga | 2        | Promovidofinalista |                       |                       |
| 2014-15   | 1     | LPB     | 12       | Rebaixado          |                       |                       |
| 2015-16   | 2     | Proliga | 1        | Promovidocampeão   |                       |                       |
| 2016-17   | 1     | LPB     | 6        | Quartos de final   |                       |                       |
| 2017-18   | 1     | LPB     | 6        | Quartos de final   |                       |                       |
| 2018-19   | 1     | LPB     | 8        | Quartos de final   |                       |                       |
| 2019-20   | 1     | LPB     | Covid 19 | Covid 19           |                       |                       |
| 2020-21   | 2     | ProLiga | 1        | Promovidofinalista |                       |                       |
| 2021-22   | 1     | LPB     | 11       | Rebaixado          |                       |                       |
| 2022-23   | 2     | Proliga | 5        |                    |                       |                       |
| 2023-24   | 2     | Proliga | 5        |                    |                       |                       |